# 楊承達
楊承達（1978年2月2日—）是台灣漫畫家，台南人。代表作為《俠盜洛迪》。

## 簡歷
- 2006年 - 以天籟之音獲得東立出版社第10屆東立短漫賞而正式出道。

## 作品一覽

### 短篇漫畫
- 天籟之音
- Call in ABC系列

### 長篇漫畫
- 俠盜洛迪
- 魔法絕緣體
- 少年山海經
- 少年山海經-重啟
- 非常正義-分鏡
- 傀儡花-分鏡
- 開台王顏思齊

## 外部連結
- 楊承達個人網誌